# Caso Leire Díez
El caso Leire Díez, también conocido como caso Fontanera, es un escándalo político e investigación judicial abierto en España en 2025 por una presunta operación de desacreditación contra mandos de la Guardia Civil vinculada al entorno del presidente del Gobierno, Pedro Sánchez.
Debe su nombre a Leire Díez, una periodista y política española que ha sido concejal y ocupado cargos de asignación directa en empresas públicas como ENUSA y Correos cuando estaba afiliada al Partido Socialista Obrero Español. También ha desempeñado funciones oficiosas de interlocución y mediación en el ámbito político, lo que llevó a varios medios a referirse a ella como una "fontanera" del PSOE.
El Juzgado de Instrucción nº9 de Madrid ha citado a declarar como imputada a Díez el 11 de noviembre por presuntos delitos de tráfico de influencias y cohecho. 

## La implicada
María Leire Díez Castro nació en Portugalete (Vizcaya) en 1975, se licenció en Ciencias Sociales y de la Información, con especialidad en Periodismo, por la Universidad del País Vasco en 1997.
Inició su trayectoria política en las listas electorales del PSOE, siendo elegida concejala en las elecciones municipales de España de 2011 y ocupando el cargo de teniente de alcalde en el municipio cántabro de Vega de Pas, entre 2011 y 2014, así como vicepresidenta de la Mancomunidad Valles Pasiegos, aunque siempre ha vivido en Portugalete.
Posteriormente, entre 2018 y 2021, fue jefa de Comunicación en ENUSA, empresa pública vinculada al sector nuclear, y entre 2022 y 2023 ocupó varios cargos en Correos, entre ellos la dirección de Relaciones Institucionales, Filatelia, Estudios y Futuros.

## Cronología
El escándalo ha sido referido en distintos medios como caso UCO, caso Leire o caso Fontanera, en alusión tanto a la unidad afectada como a la implicada principal. La controversia gira en torno a una serie de grabaciones filtradas en mayo de 2025 que vinculan a Leire Díez con un supuesto intento de desacreditar a mandos de la Guardia Civil y del ámbito judicial en beneficio del entorno del Gobierno.

### Origen del escándalo
En mayo de 2025, Leire Díez se situó en el centro de una polémica mediática tras la publicación de unos audios por parte de El Confidencial. En ellos se la vincula con una supuesta operación del PSOE para desacreditar al teniente coronel Antonio Balas, jefe del Departamento de Delincuencia Económica de la UCO. Esta unidad dirige investigaciones sensibles, como el caso Koldo y otras causas que afectan a Begoña Gómez y David Sánchez Pérez-Castejón, esposa y hermano del presidente del Gobierno, Pedro Sánchez.
Según las grabaciones, Díez habría mantenido una videollamada en febrero de 2025 con el empresario Alejandro Hamlyn, investigado en el pasado por fraude en la venta de combustible, en la que le solicitaba información comprometida sobre Balas. En la conversación también participaron el empresario Javier Pérez Dolset, procesado por fraude en subvenciones, y el abogado Jacobo Teijelo, conocido por haber defendido al yihadista Abu Dahdah. Durante la reunión, Díez habría ofrecido, en nombre del entorno socialista, un posible acuerdo con la Fiscalía y la Abogacía del Estado a cambio de esa información.
En los audios se escucha a Díez solicitar "un papelito" que sirviera para cuestionar la imparcialidad de Balas. Sin embargo, Hamlyn rechazó la propuesta al no recibir garantías suficientes. Según diversas opiniones, el objetivo de la operación habría sido minar la credibilidad de la UCO y frenar el avance de investigaciones judiciales que afectan al entorno del Ejecutivo.

### Reacciones
En declaraciones del 27 de mayo de 2025, Leire Díez reconoció la autenticidad de la conversación, aunque aseguró que se trataba de una reunión enmarcada en una supuesta investigación periodística sobre la trama de los hidrocarburos con vistas a publicar un libro. Sin embargo, no consta que Díez haya trabajado en ningún medio de comunicación ni como periodista autónoma. En entrevistas concedidas a La Sexta y El Diario Montañés, afirmó que el audio fue publicado de forma parcial y fuera de contexto, negando actuar por encargo del PSOE ni de Santos Cerdán. El Confidencial, en respuesta, publicó la grabación íntegra, de unos 53 minutos de duración.
El PSOE se desvinculó públicamente de Díez. La portavoz del partido, Esther Peña, negó que tuviera relación laboral con la formación: "No ha estado nunca en nómina" y "no habla en nombre del partido". Por su parte, Santos Cerdán admitió conocerla desde hace años, pero dijo desconocer a qué se dedica en la actualidad.
El 28 de mayo, El Confidencial reveló otro audio, grabado en septiembre de 2024, en el que Javier Pérez Dolset afirmaba que la operación para desacreditar a la UCO había sido impulsada directamente por Pedro Sánchez y Santos Cerdán, con la participación de Leire Díez: "Esto es Pedro Sánchez, directamente con Cerdán [...] y con Leire. Y además hay muy poca gente adicional que tenga la información y así va a seguir".
Pese a las negaciones oficiales, diversos medios han subrayado la cercanía de Díez con figuras relevantes del PSOE. En sus redes sociales ha compartido imágenes junto a Patxi López, José Luis Ábalos y Pedro Sánchez, y su esposa, Begoña Gómez. Además, según fuentes del PSOE cántabro citadas por El Diario Montañés, la propia Díez habría comentado en privado que colaboraba con Cerdán en tareas de “asesoramiento contra la desinformación”.

### Escalada del caso
El 28 de mayo, El Mundo y La Razón informaron de una nueva reunión entre Leire Díez y Rubén Villalba, comandante de la Guardia Civil implicado en el caso Koldo. Según estas fuentes, el objetivo habría sido recabar información sensible sobre la UCO y sobre Víctor de Aldama, además de evitar que este último revelara datos comprometedores en el marco de diversas investigaciones judiciales relacionadas con el Ejecutivo. La Razón añadió que Díez también habría contactado con varios empresarios imputados por corrupción, instándoles a obtener información comprometedora sobre jueces y fiscales de Badajoz presuntamente vinculados al caso David Sánchez.
En paralelo, también intentó desacreditar al fiscal anticorrupción José Grinda, implicado en investigaciones sensibles como el caso del 3% y la causa contra Carles Puigdemont, mediante la difusión de un vídeo de contenido sexual que, según ella, lo comprometía directamente. El material fue ofrecido a varios medios de comunicación, entre ellos El Español, dirigido por Pedro J. Ramírez, quien en 1997 fue víctima de una maniobra similar. El Español rechazó publicar el contenido, alegando que carecía de interés informativo, afectaba a la vida privada del fiscal y que su obtención podría constituir un delito.
Además, se ha revelado que Leire Díez coordinó acciones para obtener información comprometedora sobre la jueza Beatriz Biedma, quien instruye el caso contra David Sánchez, hermano del presidente del Gobierno. Según informes de prensa, dos militantes del PSOE, identificados como colaboradores de Díez, viajaron a Badajoz para recopilar datos personales sobre la magistrada, con el objetivo de desacreditarla, aunque no encontraron elementos irregulares en su historial. Asimismo, se ha informado que Díez contactó con empresarios investigados por corrupción para obtener información sobre jueces y fiscales relacionados con el caso de David Sánchez. También mostró interés en contactar con el exjuez Luis José Sáenz de Tejada, quien había presentado recursos para recusar a la jueza Biedma por "enemistad manifiesta".

### Consecuencias
El 3 de junio, Díez solicitó su baja voluntaria del PSOE tras declarar durante dos horas ante los servicios jurídicos del partido en la sede de Ferraz. En ese encuentro, entregó un pendrive con más de 2.000 documentos que, según afirmó, forman parte de una investigación periodística sobre supuestas tramas de corrupción ligadas a la llamada "policía patriótica", al sector de los hidrocarburos y a figuras próximas al Gobierno.
Un día después, ofreció una rueda de prensa en Madrid para defender su versión. Negó actuar en nombre del PSOE y reiteró que todo formaba parte del trabajo de documentación para un libro. El acto fue interrumpido por Víctor de Aldama, quien la acusó públicamente de mentir. Díez abandonó la sala escoltada por Javier Pérez Dolset y anunció su intención de denunciar a Aldama por “actitud violenta”.
El 5 de junio, la presidenta del Congreso, Francina Armengol, bloqueó la comparecencia de Pedro Sánchez en la Cámara Baja, pese a haber sido solicitada por PP, ERC y Podemos. Armengol decidió no incluirla en el orden del día de la Mesa, que se reunió telemáticamente esa tarde. Como consecuencia, su calificación quedó pospuesta al 10 de junio, y el debate en la Junta de Portavoces se aplazó hasta el día 17. La comparecencia del presidente quedaría así relegada a la última semana del mes, cuando estará fuera del país por la cumbre de la  OTAN (24 y 25 de junio). En consecuencia, no regresará al Congreso hasta después del verano.

### Investigación judicial
El 16 de julio, el Juzgado de Instrucción nº2 de Madrid acordó la apertura de diligencias para investigar a Leire Díez por presuntos delitos de tráfico de influencias, cohecho y obstrucción a la justicia, tras una denuncia interpuesta por la Asociación de Suboficiales de la Guardia Civil.
El 31 de julio, el Juzgado de Instrucción nº9 de Madrid citó a declarar como imputada a Díez el 11 de noviembre por presuntos delitos de tráfico de influencias y cohecho, tras una denuncia interpuesta por la organización Hazte Oír y con el aval de la Fiscalía.